# Jaroslav Satoranský
Jaroslav Satoranský (* 17. prosince 1939, Praha) je český divadelní, filmový a dabingový herec a dlouholetý člen hereckého souboru pražského Divadla na Vinohradech.
Bratranec Jaroslava Satoranského je dědečkem basketbalisty Tomáše Satoranského.

## Život
Pochází z rodiny, kde se oba rodiče i jeho sestra věnovali ochotnickému divadlu. Po základní škole se vyučil rytcem. Následně si podal přihlášku na DAMU, kam byl přijat a kterou také absolvoval. K jeho profesorům patřil např. Vítězslav Vejražka, jeho spolužáky byli mj. Petr Kostka, Jiří Kodet, Jiří Hrzán, Jiří Zahajský a Růžena Merunková. Po studiích na DAMU, která ukončil v roce 1961, hrál nejprve od roku 1963 v kladenském Divadle Jaroslava Průchy. V roce 1966 přešel do pražského Divadla na Vinohradech, kde je dodnes v angažmá. Dále hraje v Divadle Na Jezerce a Divadle v Řeznické. V roce 2021 obdržel Cenu Thálie za celoživotní mistrovství v oboru činohra.
V roce 1961 si vzal za ženu Libuši Kubovou, která zemřela v roce 2020 ve věku osmasedmdesáti let. Mají spolu dceru Martinu. Od dcery má vnuky Jakuba a Jana. Od staršího vnuka má dvě pravnoučata.

## Divadelní role

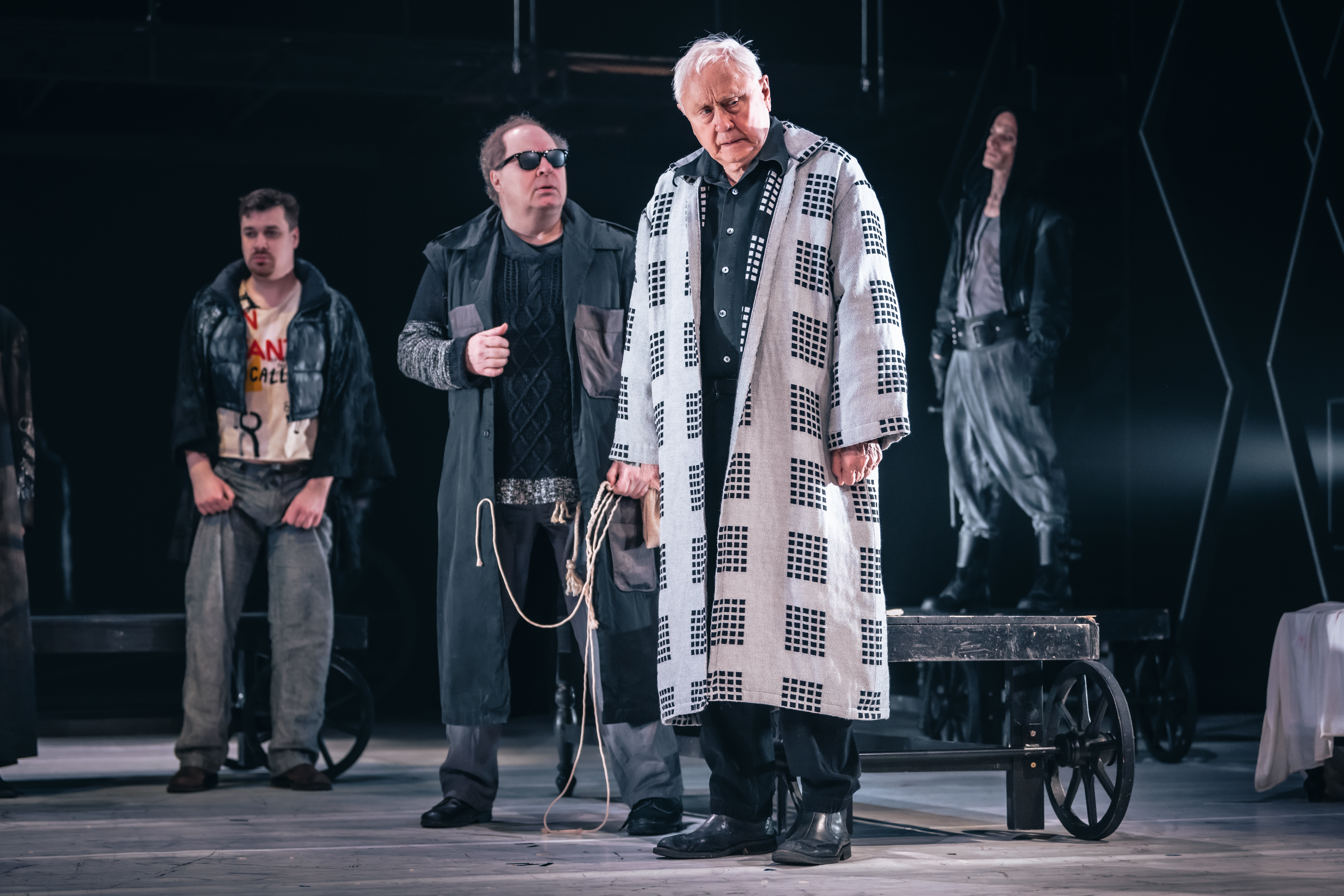
Jaroslav Satoranský v roli Juana Roja v inscenaci Vzpoura lásky (Fuente Ovejuna), Divadlo na Vinohradech, foto Petr Chodura (2023)

| Premiéra                           | Autor                                | Představení                             | Role                  | Scéna                    | Režisér              |
| ---------------------------------- | ------------------------------------ | --------------------------------------- | --------------------- | ------------------------ | -------------------- |
| 5. 10. 1963                        | Ray Lawler                           | Léto sedmnácté panenky                  | John Dowd             | Městské divadlo Kladno   | Vítězslav Vejražka   |
| 16. 11. 1963                       | William Shakespeare                  | Macbeth                                 | Macbeth               | Městské divadlo Kladno   | Antonín Dvořák       |
| 18. 12. 1963                       | Božena Němcová                       | Pohádky Boženy Němcové                  | Březen                | Městské divadlo Kladno   | Gerik Císař          |
| 15. 2. 1964                        | Ladislav Stroupežnický               | Naši furianti                           | Václav                | Městské divadlo Kladno   | Jiří Škobis          |
| 18. 4. 1964                        | Jerzy Broszkiewicz                   | Konec knihy šesté                       | Jiří Jáchym Retik     | Divadlo J. Průchy Kladno | Antonín Dvořák       |
| 29. 4. 1964                        | Jiří Voskovec, Jan Werich            | Osvobozená revue                        | ---                   | Divadlo J. Průchy Kladno | Josef Šmída          |
| 8. 8. 1964                         | Carlo Goldoni                        | Řádná holka od vody                     | Lelio                 | Divadlo J. Průchy Kladno | Jiří Škobis          |
| 3. 10. 1964                        | William Shakespeare                  | Hamlet                                  | Laertes               | Divadlo J. Průchy Kladno | Antonín Dvořák       |
| 8. 11. 1964                        | Walter Weideli                       | Kariéra v Chicagu                       | Gregor Small          | Divadlo J. Průchy Kladno | Jiří Škobis          |
| 27. 2. 1965                        | Tennessee Williams                   | Tramvaj do stanice Touha                | Mladý muž             | Divadlo J. Průchy Kladno | Eva Sadková          |
| 27. 3. 1965                        | Josef Kajetán Tyl                    | Strakonický dudák                       | Švanda                | Divadlo J. Průchy Kladno | Jiří Škobis          |
| 20. 11. 1965                       | William Shakespeare                  | Král Lear                               | Edgar                 | Divadlo J. Průchy Kladno | Antonín Dvořák       |
| 17. 12. 1965, od 30. 3. 1967       | George Bernard Shaw                  | Caesar a Kleopatra                      | Bel Affris            | Divadlo na Vinohradech   | František Štěpánek   |
| 15. 1. 1966                        | Oscar Wilde                          | Jak je důležité míti Filipa             | John Worthing         | Divadlo J. Průchy Kladno | František Vicena     |
| 12. 3. 1966                        | Edmond Rostand                       | Cyrano z Bergeracu                      | Kristian              | Divadlo J. Průchy Kladno | Evžen Sokolovský st. |
| 16. 4. 1966                        | Alois Mrštík, Vilém Mrštík           | Maryša                                  | Francek               | Divadlo J. Průchy Kladno | Jiří Škobis          |
| 28. 5. 1966                        | Jaroslav Vrchlický                   | Noc na Karlštejně                       | Pešek                 | Divadlo J. Průchy Kladno | Gerik Císař          |
| 7. 10. 1966                        | August Strindberg                    | Královna Kristina                       | Druhý tovaryš         | Divadlo na Vinohradech   | František Štěpánek   |
| 26. 11. 1966                       | William Shakespeare                  | Troilus a Kressida                      | Troilus               | Divadlo na Vinohradech   | Stanislav Remunda    |
| 30. 12. 1966                       | John Steinbeck                       | Grandlehárna                            | Strážník              | Divadlo na Vinohradech   | Luboš Pistorius      |
| 2. 4. 1967                         | Tennessee Williams                   | Noc s leguánem                          | Pancho                | Divadlo na Vinohradech   | Stanislav Remunda    |
| 1. 9. 1967                         | Karel Čapek                          | Matka                                   | Petr                  | Divadlo na Vinohradech   | Luboš Pistorius      |
| 15. 3. 1968                        | Lesjana Ukrajinka                    | Lesní píseň                             | Lukáš                 | Divadlo na Vinohradech   | Stanislav Remunda    |
| 26. 4. 1968                        | Georg Büchner                        | Dantonova smrt                          | Gardista, První kat   | Divadlo na Vinohradech   | Václav Hudeček       |
| 3. 10. 1968                        | Jean Anouilh                         | Jana z Arcu                             | Bratr                 | Divadlo na Vinohradech   | Jaroslav Dudek       |
| 26. 10. 1968                       | Vladislav Vančura                    | Alchymista                              | Ondřej Buben          | Divadlo na Vinohradech   | Luboš Pistorius      |
| 23. 11. 1968                       | Jean Anouilh                         | Miláček Ornifle                         | Fabrice               | Divadlo na Vinohradech   | František Štěpánek   |
| 16. 2. 1969                        | Karel Čapek                          | Život a dílo sklad. Foltýna             | Zřízenec              | Divadlo na Vinohradech   | František Pavlíček   |
| 2. 3. 1969                         | Friedrich Dürrenmatt                 | Král Jan                                | Hlasatel              | Divadlo na Vinohradech   | Jaroslav Dudek       |
| 3. 9. 1969                         | ---                                  | Jak mordovali Ardena                    | Michal                | Divadlo na Vinohradech   | František Štěpánek   |
| 4. 2. 1970                         | Vladislav Vančura                    | Josefina                                | Valenta               | Divadlo na Vinohradech   | Jan Fišer            |
| 13. 5. 1970                        | Johann Wolfgang Goethe               | Faust                                   | Student, Lemur        | Divadlo na Vinohradech   | Luboš Pistorius      |
| 23. 9. 1970                        | Sean O´ Casey                        | Purpurový prach                         | Michael Day           | Divadlo na Vinohradech   | František Štěpánek   |
| 14. 10. 1970                       | Maxim Gorkij                         | Měšťáci                                 | Šiškin                | Divadlo na Vinohradech   | Jaroslav Dudek       |
| 25. 3. 1971                        | Karel Čapek                          | R. U. R.                                | Robot Primus          | Divadlo na Vinohradech   | Stanislav Remunda    |
| 15. 10. 1971                       | William Shakespeare                  | Mnoho povyku pro nic                    | Claudio               | Divadlo na Vinohradech   | František Štěpánek   |
| 19. 11. 1971                       | Nazim Hikmet                         | Legenda o lásce                         | Ferchad               | Divadlo na Vinohradech   | Stanislav Remunda    |
| 2. 2. 1972                         | Reginald Rose                        | Dvanáct rozhněvaných                    | Porotce č. 2          | Divadlo na Vinohradech   | Jiří Dalík           |
| 18. 10. 1972                       | Karel Čapek                          | Loupežník                               | Franta                | Divadlo na Vinohradech   | František Štěpánek   |
| 25. 11. 1972                       | Leonid Leonov                        | Zlatý kočár                             | Julius                | Divadlo na Vinohradech   | Jiří Dalík           |
| 21. 2. 1973                        | Zdeněk Pluhař                        | Opustíš-li mne...                       | Honzík                | Divadlo na Vinohradech   | Jan Strejček         |
| 19. 5. 1973                        | Michail Roščin                       | Valentin a Valentina                    | Karandašov            | Divadlo na Vinohradech   | Zdeněk Míka          |
| 28. 2. 1974                        | Emilio Carballido                    | Hodinář z Córdoby                       | Alonso Pech           | Divadlo na Vinohradech   | Jiří Dalík           |
| 9. 10. 1974                        | James Clavell                        | Král krysa                              | Sean                  | Divadlo na Vinohradech   | Jiří Dalík           |
| 11. 12. 1974                       | Alexandr P. Štejn                    | V zajetí času                           | Poďobaný              | Divadlo na Vinohradech   | Jan Strejček         |
| 18. 4. 1975                        | Jan Otčenášek                        | Vila Hedvika                            | Bacil                 | Divadlo na Vinohradech   | František Štěpánek   |
| 24. 10. 1975                       | Alexej K. Tolstoj                    | Car Fjodor                              | Golub syn             | Divadlo na Vinohradech   | Petr P. Vasiljev     |
| 19. 2. 1976                        | William Shakespeare                  | Hamlet                                  | Horacio               | Divadlo na Vinohradech   | Jaroslav Dudek       |
| 30. 4. 1976                        | Milan Calábek                        | Čas nočního světla                      | Mirda Mráz            | Divadlo na Vinohradech   | František Štěpánek   |
| 6. 9. 1976                         | Michail Roščin                       | Manželé hledají byt                     | Aljoša                | Divadlo na Vinohradech   | Miroslav Vildman     |
| 30. 10. 1976                       | Alexandr Gelman                      | Normální odvaha?                        | Lev Solomachin        | Divadlo na Vinohradech   | Jiří Dalík           |
| 31. 3. 1977                        | Luisa J. Hernándezová                | Slavnost na Stříbrné hoře               | Mnich                 | Divadlo na Vinohradech   | Miroslav Vildman     |
| 3. 12. 1977                        | Jan Jílek                            | Dvojitý tep srdce                       | Martin                | Divadlo na Vinohradech   | Jaroslav Dudek       |
| 12. 4. 1978, od 2. 9. 1981         | Josef Kajetán Tyl                    | Tvrdohlavá žena                         | Kuba                  | Divadlo na Vinohradech   | František Štěpánek   |
| 2. 2. 1979                         | Anton Pavlovič Čechov                | Tři sestry                              | Tuzenbach             | Divadlo na Vinohradech   | Jiří Dalík           |
| 13. 4. 1979                        | Blanka Jirásková                     | Domov v havárii                         | Otec                  | Divadlo na Vinohradech   | Stanislav Remunda    |
| 19. 12. 1979                       | William Shakespeare                  | Romeo a Julie                           | Samson                | Divadlo na Vinohradech   | František Štěpánek   |
| 18. 4. 1980                        | Vítězslav Nezval                     | Dnes ještě zapadá slunce nad Atlantidou | Amferes               | Divadlo na Vinohradech   | Jiří Dalík           |
| 7. 2. 1981                         | Thomas Wolf                          | K domovu se dívej, anděli               | Ben Gant              | Divadlo na Vinohradech   | Jan Strejček         |
| 29. 4. 1981                        | František F. Šamberk                 | Jedenácté přikázání                     | Beránek, profesor     | Divadlo na Vinohradech   | František Štěpánek   |
| 18. 12. 1981                       | William Shakespeare                  | Veselé windsorské paničky               | Pan Vodička           | Divadlo na Vinohradech   | Jan Strejček         |
| 2. 6. 1982, od 13. 5. 1983         | Moliere                              | Tartuffe                                | Pan Loyal             | Divadlo na Vinohradech   | Jiří Dalík           |
| 16. 6. 1982                        | Jan Drda                             | Dalskabáty, hříšná ves                  | Ondřej Tyburec        | Divadlo na Vinohradech   | František Štěpánek   |
| 5. 11. 1982                        | Nikolaj Vasiljevič Gogol             | Revizor                                 | Špekin, poštmistr     | Divadlo na Vinohradech   | Jan Kačer            |
| 28. 4. 1983                        | Jaroslav Hašek                       | Švejk                                   | Chodounský            | Divadlo na Vinohradech   | Jan Grossman         |
| 4. 1. 1984                         | Friedrich Schiller                   | Loupežníci                              | František             | Divadlo na Vinohradech   | Jiří Dalík           |
| 25. 1. 1985                        | Alexej Dudarev                       | Nebyl čas na lásku...                   | Soljanik              | Divadlo na Vinohradech   | Jiří Dalík           |
| 10. 6. 1985                        | Pavel Hanuš                          | Spartakus                               | První legionář        | Divadlo na Vinohradech   | Jiří Dalík           |
| 27. 11. 1985                       | Alexandr Volodin                     | Plavovláska                             | Míša                  | Divadlo na Vinohradech   | Jan Novák            |
| 19. 2. 1986                        | Eugene O´ Neill                      | Ach, ta léta bláznivá!                  | Sid Davis             | Divadlo na Vinohradech   | Jiří Dalík           |
| 17. 6. 1986                        | Edmond Rostand                       | Cyrano z Bergeracu                      | Rostand               | Divadlo na Vinohradech   | Jaroslav Dudek       |
| 24. 11. 1986                       | Čingiz Ajtmatov, Vjačeslav Spesivcev | Den delší než století                   | Kosmonaut-průzkumník  | Divadlo na Vinohradech   | Jaroslav Dudek       |
| 19. 1. 1987                        | Rolf Hochhuth                        | Právníci                                | Velitel psí smečky    | Divadlo na Vinohradech   | Jan Novák            |
| 20. 5. 1987                        | Gerhart Hauptmann                    | Zlodějská komedie                       | Duspíva               | Divadlo na Vinohradech   | Jan Novák            |
| 19. 1. 1988                        | Herb Gardner                         | Já nejsem Rappaport                     | Kovboj                | Divadlo na Vinohradech   | František Štěpán     |
| 6. 4. 1988                         | Magda Szabóová                       | Starorůžová historie                    | Kálmánek              | Divadlo na Vinohradech   | Jiří Dalík           |
| 13. 6. 1988                        | Ray Rigby                            | Pahorek                                 | Strážný Harris        | Divadlo na Vinohradech   | Jan Novák            |
| 9. 12. 1988                        | Karel Čapek                          | Loupežník                               | Soused                | Divadlo na Vinohradech   | Jan Novák            |
| 10. 2. 1989                        | Vítězslav Hálek                      | Záviš z Falkenštejna                    | Ondřej z Říčan        | Divadlo na Vinohradech   | Jan Kačer            |
| 3. 5. 1989, od 2. 1. 1990          | Michail Bulgakov, Jan Vedral         | Mistr a Markétka                        | Afránius              | Divadlo na Vinohradech   | Jaroslav Dudek       |
| 6. 4. 1990                         | Jiří Šotola                          | Tovaryšstvo Ježíšovo                    | Zich, blázen          | Divadlo na Vinohradech   | František Laurin     |
| 22. 1. 1991                        | Vercors                              | Nepřirozená zvířata                     | Williams              | Divadlo na Vinohradech   | Jaroslav Dudek       |
| 7. 6. 1991                         | Eugène Ionesco                       | Macbett                                 | Glamiss               | Divadlo na Vinohradech   | Jan Burian           |
| 20. 12. 1991                       | Joseph Kesselring                    | Jezinky a bezinky                       | Teddy Brewster        | Divadlo na Vinohradech   | Jan Burian           |
| 6. 3. 1992                         | John Osborne                         | Komik                                   | William Rice          | Divadlo na Vinohradech   | Jaroslav Dudek       |
| 6. 11. 1992                        | Molière                              | Zdravý nemocný                          | Pan Diafoirus         | Divadlo na Vinohradech   | Jaromír Pleskot      |
| 18. 12. 1992, od 11. 3. 1993       | Arthur Schnitzler                    | Duše krajina širá                       | Natter                | Divadlo na Vinohradech   | Ladislav Smoček      |
| 24. 9. 1993                        | Peter Barnes                         | Červené nosy                            | Grez, vůdce           | Divadlo na Vinohradech   | Jan Burian           |
| 11. 2. 1994                        | František Pavlíček                   | Chvála prostopášnosti                   | Adam                  | Divadlo na Vinohradech   | Zdeněk Kaloč         |
| 3. 6. 1994                         | William Shakespeare                  | Dva kavalíři z Verony                   | Pantino               | Divadlo na Vinohradech   | Jakub Korčák         |
| 2. 12. 1994                        | Johann Nepomuk Nestroy               | Dům čtyř letor                          | Pan Vejskal           | Divadlo na Vinohradech   | Jiří Menzel          |
| 27. 1. 1995                        | Jan Drda                             | Hrátky s čertem                         | Martin Kabát          | Městské divadlo Most     | Zbyněk Srba          |
| 14. 9. 1995                        | August Strindberg                    | Královna Kristina                       | Steinberg             | Divadlo na Vinohradech   | Petr Kracik          |
| 3. 11. 1995                        | Franz Werfel                         | Jacobowski a plukovník                  | Clarion               | Divadlo na Vinohradech   | Jiří Menzel          |
| 13. 9. 1996                        | Friedrich Dürrenmatt                 | Návštěva staré dámy                     | Učitel                | Divadlo na Vinohradech   | Vladimír Strnisko    |
| 20. 12. 1996                       | Edward Albee                         | Křehká rovnováha                        | Harry                 | Divadlo na Vinohradech   | Viktor Polesný       |
| 9. 4. 1997                         | Dale Wasserman                       | Muž z La Manchy                         | Farář                 | Divadlo na Vinohradech   | Tomáš Töpfer         |
| 31. 10. 1997, od 1998              | Jiří Hubač                           | Hostina u Petronia                      | Appolondrus           | Divadlo na Vinohradech   | Petr Novotný         |
| 14. 2. 1998                        | N. Richard Nash                      | Obchodník s deštěm                      | H. C. Curry           | Divadlo v Řeznické       | Michal Pavlík        |
| 10. 4. 1998                        | Oscar Wilde                          | Jak je důležité míti Filipa             | ThDr. Chasuble        | Divadlo na Vinohradech   | Jiří Menzel          |
| 26. 10. 1998                       | John Ford                            | Škoda, že byla děvka                    | Florio, parmský občan | Divadlo na Vinohradech   | Vladimír Strnisko    |
| 26. 3. 1999                        | Peter Shaffer                        | Královský hon na slunce                 | Villas Umu, velekněz  | Divadlo na Vinohradech   | Juraj Deák           |
| 12. 11. 1999                       | Friedrich Schiller                   | Valdštejnova smrt                       | Octavio Piccolomini   | Divadlo na Vinohradech   | Petr Kracik          |
| 15. 12. 2000                       | Gabriel García Márquez               | Sto roků samoty                         | Don Apolinar Moscote  | Divadlo na Vinohradech   | Petr Novotný         |
| 10. 2. 2001                        | Oldřich Daněk                        | Bitva na Moravském poli                 | ---                   | Divadlo Viola            | Lída Engelová        |
| 30. 3. 2001                        | Georges Feydeau                      | Dáma od Maxima                          | Štěpán                | Divadlo na Vinohradech   | Oto Ševčík           |
| 19. 12. 2001                       | Christopher Fry                      | Dáma není k pálení                      | Kaplan                | Divadlo na Vinohradech   | Luděk Munzar         |
| 10. 4. 2002                        | James Clavell                        | Král krysa                              | Raylins               | Divadlo na Vinohradech   | Jan Novák            |
| 29. 5. 2002                        | Aristofanés                          | Lysistrata                              | Ospalides             | Divadlo na Vinohradech   | Jiří Menzel          |
| 20. 2. 2003                        | Molière                              | Don Juan                                | Don Luis              | Divadlo na Vinohradech   | Jiří Menzel          |
| 17. 11. 2003                       | Richard Baer                         | Smíšené pocity                          | Ralph                 | Divadlo U Hasičů         | Luděk Munzar         |
| 27. 2. 2004                        | Brian Friel                          | Lásky paní Katty                        | Harry McGuire         | Divadlo na Vinohradech   | Vladimír Strnisko    |
| 31. 3. 2005                        | Eduardo Rovner                       | Vrátila se jednou v noci                | Anibal                | Divadlo na Vinohradech   | Radovan Lipus        |
| 16. 6. 2005                        | Charles Webb                         | Absolvent                               | Otec Benjamina        | Studio DVA               | Patrik Hartl         |
| 5. 9. 2005                         | Lucille Fletcher                     | Promiňte, omyl!                         | Muž od Western Union  | Studio DVA               | Patrik Hartl         |
| 3. 10. 2005                        | Brian Friel                          | Lásky paní Katty                        | Harry McGuire         | Divadlo Na Jezerce       | Vladimír Strnisko    |
| 9. 12. 2005                        | Terrence McNally                     | Donaha!                                 | Marty                 | Divadlo na Vinohradech   | Radek Balaš          |
| 23. 3. 2007                        | Jean Giraudoux                       | Bláznivá ze Chaillot                    | Mluvčí přátel zvířat  | Divadlo na Vinohradech   | Karel Kříž           |
| 1. 6. 2007                         | Friedrich Dürrenmatt                 | Herkules a Augiášův chlív               | Augiáš                | Divadlo na Vinohradech   | Jaroslav Brabec      |
| 20. 12. 2008                       | Bengt Ahlfors                        | Paní plukovníková                       | Viggo                 | Divadlo Na Jezerce       | Vladimír Strnisko    |
| 9. 4. 2009                         | Georg Büchner                        | Vojcek                                  | Stařec                | Divadlo na Vinohradech   | Daniel Špinar        |
| 25. 6. 2009                        | William Shakespeare                  | Veselé paničky windsorské               | Evans                 | Agentura SCHOK Praha     | Jiří Menzel          |
| 22. 10. 2009                       | Federico Fellini                     | Zkouška orchestru                       | Kontrabas             | Divadlo na Vinohradech   | Martin Stropnický    |
| 8. 10. 2010                        | Friedrich Schiller                   | Marie Stuartovna                        | Georges Talbot        | Divadlo na Vinohradech   | Daniel Špinar        |
| 21. 9. 2010                        | adaptace hry J. K. Tyla              | Fidlovačka                              | Živeles               | Divadlo na Vinohradech   | Jiří Havelka         |
| 8. 10. 2010                        | Franz Kafka                          | Zámek                                   | Hostinský I.          | Divadlo na Vinohradech   | Natália Deáková      |
| 6. 10. 2011                        | Molière                              | Tartuffe                                | Pan Loyal             | Divadlo na Vinohradech   | Štěpán Pácl          |
| 15. 5. 2012                        | Robert Thomas                        | Past                                    | Komisař               | Divadlo U Valšů          | Ladislav Vymětal     |
| 15. 10. 2012                       | Frank Loesser                        | Jak udělat kariéru snadno a rychle      | Twimble               | Divadlo na Vinohradech   | Radek Balaš          |
| 30. 11. 2012                       | John Murrell                         | Ještěrka na slunci                      | Georges Pitou         | Divadlo v Řeznické       | Jana Kališová        |
| 14. 12. 2012                       | William Shakespeare                  | Zkrocení zlé ženy                       | Vincenzo              | Divadlo na Vinohradech   | Juraj Deák           |
| 19. 4. 2013, obnoveno 18. 10. 2019 | Pavel Kohout                         | Hašler...                               | Jaroslav Kvapil ad.   | Divadlo na Vinohradech   | Tomáš Töpfer         |
| 21. 3. 2014                        | Arthur Wing Pinero                   | Soudce v nesnázích                      | Wyke, sluha Posketa   | Divadlo na Vinohradech   | Tomáš Töpfer         |
| 16. 10. 2014                       | Pavel Landovský                      | Hodinový hoteliér                       | Hanzl                 | Divadlo na Vinohradech   | Ivan Rajmont         |
| 6. 2. 2015                         | Karel Čapek                          | Loupežník                               | Šefl                  | Divadlo na Vinohradech   | Tomáš Töpfer         |
| 17. 12. 2015                       | Tereza Verecká                       | Na kamenném, kamenném poli              | Děda                  | Divadlo na Vinohradech   | Zuzana Burianová     |
| 6. 1. 2017                         | Georges Feydeau                      | Když ptáčka lapají...                   | Firmin                | Divadlo na Vinohradech   | Tomáš Töpfer         |
| 20. 12. 2017                       | Arthur Miller                        | Čarodějky ze Salemu                     | Francis Nurse         | Divadlo na Vinohradech   | Juraj Deák           |
| 23. 3. 2018                        | Vladimír Neff                        | Sňatky z rozumu                         | Pamětník Banhans ad.  | Divadlo na Vinohradech   | Radovan Lipus        |
| 3. 5. 2018                         | Gérald Sibleyras                     | Hrdinové                                | René                  | Divadlo v Rytířské       | Petr Slavík          |
| 13. 12. 2019                       | William Shakespeare                  | Jak se vám líbí                         | Sluha Adam            | Divadlo na Vinohradech   | Juraj Deák           |
| 8. 4. 2022                         | Jiří Křižan, Martin Františák        | Je třeba zabít Sekala                   | Sehnálek              | Divadlo na Vinohradech   | Pavel Khek           |
| 18. 11. 2022                       | George Bernard Shaw                  | Člověk nikdy neví                       | Číšník Walter         | Divadlo na Vinohradech   | Šimon Dominik        |
| 31. 3. 2023                        | Lope de Vega                         | Vzpoura lásky (Fuente Ovejuna)          | Juan Rojo             | Divadlo na Vinohradech   | Pavel Khek           |
| 4. 4. 2025                         | Alena Mornštajnová, Jiří Janků       | Hana                                    | Dědeček Bruno         | Divadlo na Vinohradech   | Petr Svojtka         |

## Filmografie

### Film
- 1963 Bylo nás deset
- 1966 Smrt za oponou
- 1967 Soukromá vichřice
- 1967 Rozmarýnkův zlatý klíček
- 1967 Jak se krade milión
- 1968 Farářův konec
- 1968 Pohádka o Honzovi
- 1969 Utrpení mladého Boháčka
- 1969 Skřivánci na niti
- 1969 Hádavá pohádka
- 1970 Už zase skáču přes kaluže
- 1971 Nemaluj si čerta na zeď
- 1973 Dny zrady
- 1974 Případ mrtvého muže
- 1974 Muž z Londýna
- 1975 Osvobození Prahy
- 1975 O Nanynčiných koláčích
- 1976 Čas lásky a naděje
- 1976 Parta hic
- 1976 Smrt mouchy
- 1977 Sázka na třináctku
- 1979 Causa Králík
- 1981 V zámku a podzámčí
- 1983 Třetí skoba pro kocoura
- 1983 Pastýřka a kominíček
- 1987 Kde bydlí štěstí
- 1990 Hádanice
- 1992 Klíček ke štěstí
- 1993 Kryštof a Kristina
- 1994 Ty, ty, ty, Moneti!
- 2001 Brnění a rolničky
- 2004 Smetanový svět
- 2009 Vyprávěj
- 2011 Zmizení herce Bendy

### Televize
- 1968 Jak se Honza hádal s králem (TV pohádka) – role: Honza
- 1968 Záhořanský hon (TV inscenace novely Aloise Jiráska) - role: myslivec Svída
- 1969 Dvě Cecilky (TV pohádka) - role: tkalcovský Kubíček
- 1969 Záhada hlavolamu (TV seriál) - role: Vojtěch Vont
- 1969 Hádavá pohádka (TV pohádka) – role: princ
- 1971 F. L. Věk (TV seriál) - role: Jan Theobald Held
- 1971 Cyrano z Bergeracu (TV inscenace divadelní hry) - hlavní role: Cyrano z Bergeracu
- 1971 Zázrak v Oužlebičkách (TV komedie) - role: Kuba z Hostouně (kovářskej)
- 1971 Maryša (TV inscenace dramatu) - role: Francek Horák
- 1972 Zbojník Ondráš (TV film) – hlavní role: zbojník Ondráš
- 1974 Krkonošské pohádky (TV Večerníček) – role: čeledín Kuba, společně s Iljou Prachařem, Hanou Maciuchovou, Františkem Peterkou a Zdeňkem Řehořem
- 1975 Nejmladší z rodu Hamrů (TV seriál) – hlavní role: Hamr
- 1978 Tajemství proutěného košíku (TV seriál) - role: učitel
- 1978 Řemen (TV komedie) – role: kapitán VB
- 1979 Inženýrská odysea (TV seriál) – hlavní role: Ing. Zbyněk Kořínek
- 1993 Případ Auffenberg (TV inscenace) - role: plukovník auditor Kunz
- 2001 Zdivočelá země II.
- 2015 Policie Modrava (TV seriál) - role: mjr. Václav Koutný